# Gabriel Mann (Schauspieler)

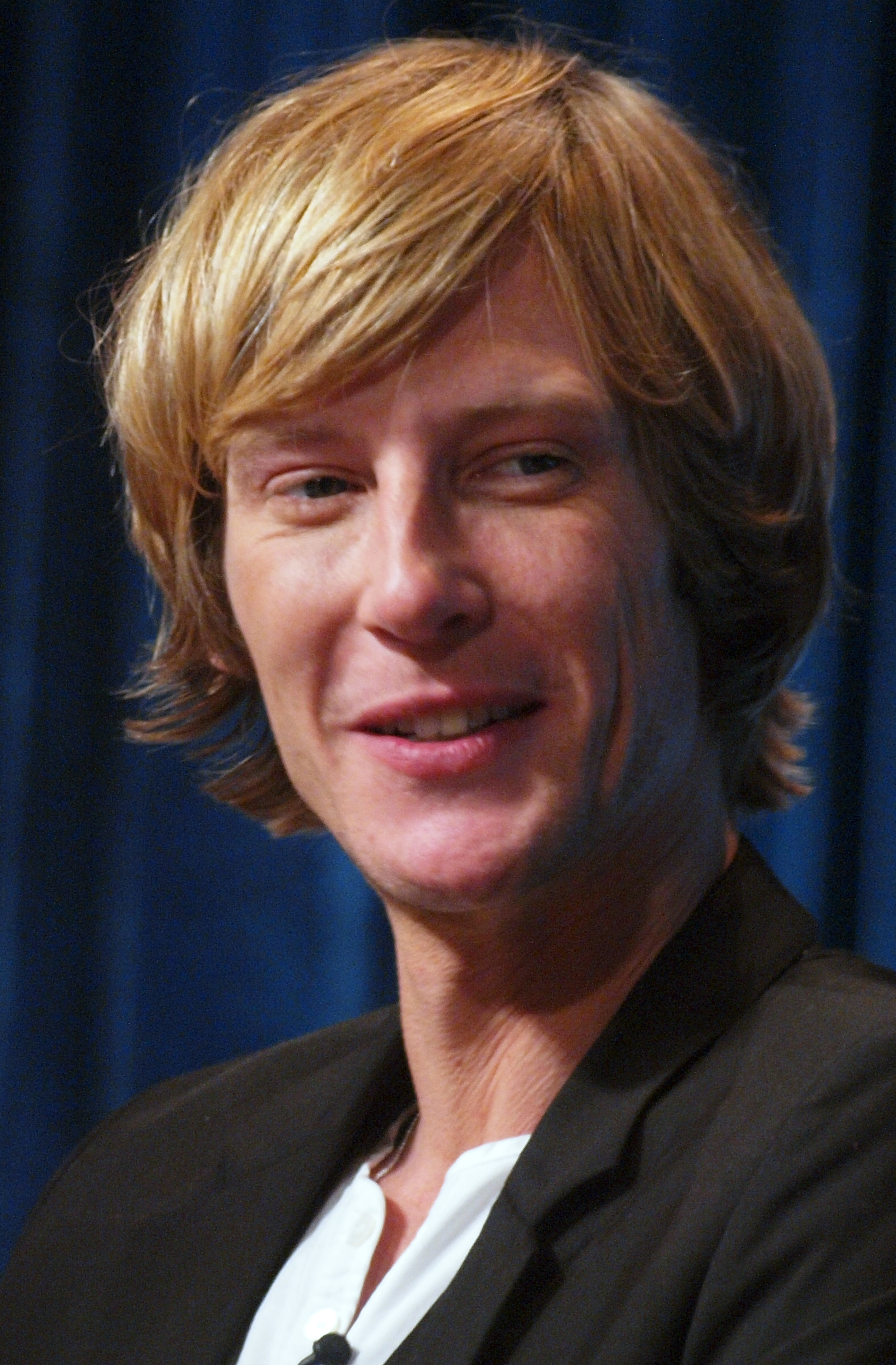
Gabriel Mann (2012)

Gabriel Mann (* 14. Mai 1972 in Middlebury) ist ein US-amerikanischer Schauspieler und Model.

## Biographie
Gabriel Mann wurde 1972 in Middlebury in Vermont geboren. Seine Eltern waren Akademiker. Er ging nach New York und besuchte dort die Neighborhood Playhouse Schauspielschule.
Seit 1995 ist Mann im Kino und im Fernsehen als Schauspieler zu sehen, so 1998 neben Gwyneth Paltrow in der Charles-Dickens-Verfilmung Große Erwartungen. Weltweit bekannt wurde er durch seine Rolle als CIA-Agent Danny Zorn in Die Bourne Identität im Jahr 2002. In den folgenden Jahren drehte er Filme wie Das Leben des David Gale mit Kate Winslet und Kevin Spacey, den zweiten Teil der Bourne-Trilogie Die Bourne Verschwörung sowie Don’t Come Knocking von Wim Wenders, zu dem er auch den Soundtrack beisteuerte.
2009 und 2010 hatte er Gastauftritte in der Fantasyserie Legend of the Seeker – Das Schwert der Wahrheit als junger Zauberer Zeddicus Zu’l Zorander. Von 2011 bis 2015 spielte er in der Dramaserie Revenge die Rolle des Nolan Ross.
Neben seinen Filmprojekten spielt Mann Theater und arbeitet auch als Model. Zum Modeln kam er durch einen Agenten der Zeitschrift L’uomo Vogue, der ihn in seinem ersten Film gesehen hatte. Binnen kürzester Zeit lief er bei Modeschauen von Calvin Klein bis Marc Jacobs. Während seiner frühen Modelzeit arbeitete er mit Photographen wie Richard Avedon, Mario Sorrenti und Mario Testino zusammen.

## Filmografie (Auswahl)
- 1995: Parallel Sons
- 1995: Stonewall
- 1996: I Shot Andy Warhol
- 1996: Die Glut der Gewalt (Harvest of Fire, Fernsehfilm)
- 1997: Emergency Room (ER, Fernsehserie, Folge 3x20)
- 1998: How to Make the Cruelest Month
- 1998: High Art
- 1998: Große Erwartungen (Great Expectations)
- 1998: Claudine’s Return
- 1999: Fantasy Island (Fernsehserie, Folge 1x11)
- 1999: No Vacancy
- 1999: Dying to Live (Fernsehfilm)
- 1999: Outside Providence
- 1999: Wasteland (Fernsehserie, Folge 1x03)
- 1999: Die amerikanische Jungfrau (American Virgin)
- 2000: Ruhet sanft! (Sleep Easy, Hutch Rimes)
- 2000: New York Life – Endlich im Leben! (Time of Your Life, Fernsehserie, Folge 1x09)
- 2000: Sex oder stirb (Cherry Falls)
- 2001: Things Behind the Sun
- 2001: Josie and the Pussycats
- 2001: Summer Catch
- 2001: New Port South
- 2001: Army Go Home! (Buffalo Soldiers)
- 2002: Die Bourne Identität (The Bourne Identity )
- 2002: Jeremiah – Krieger des Donners (Jeremiah, Fernsehserie, Folge 1x18)
- 2002: Abandon – Ein mörderisches Spiel (Abandon)
- 2003: Das Leben des David Gale (The Life of David Gale)
- 2003: Carnivàle (Fernsehserie, Folge 1x04)
- 2004: Die Bourne Verschwörung (The Bourne Supremacy)
- 2004: Drum – Wahrheit um jeden Preis (Drum)
- 2005: Piggy Banks
- 2005: Dominion: Exorzist – Der Anfang des Bösen (Dominion: Prequel to the Exorcist)
- 2005: So was wie Liebe (A Lot Like Love)
- 2005: Don’t Come Knocking
- 2005: The Big Empty (Kurzfilm)
- 2006: Valley of the Heart’s Delight
- 2007: Love and Mary
- 2008: The Ramen Girl
- 2008: Dark Streets
- 2008: Mad Men (Fernsehserie, 4 Folgen)
- 2008: The Rainbow Tribe
- 2008: Dark Streets
- 2008: Demption (Kurzfilm)
- 2008: Mad Men (Fernsehserie)
- 2008: 80 Minutes
- 2008: The Coverup
- 2009–2010: Legend of the Seeker – Das Schwert der Wahrheit (Legend of Seeker, Fernsehserie, 2 Folgen)
- 2010: Psych:9
- 2011–2012: Die Avengers – Die mächtigsten Helden der Welt (The Avengers: Earth’s Mightiest Heroes, Fernsehserie, 7 Folgen, Sprechrolle)
- 2011–2015: Revenge (Fernsehserie, 89 Folgen)
- 2013: Zerosome
- 2015: Detective Laura Diamond (The Mysteries of Laura, Fernsehserie, Folge 2x03)
- 2016: Rush Hour (Fernsehserie, Folge 1x10)
- 2016: Ray Donovan (Fernsehserie, 6 Folgen)
- 2017–2018: Damnation (Fernsehserie, 5 Folgen)
- 2018: Hawaii Five-0 (Fernsehserie, Folge 9x06)
- 2019: What/If (Fernsehserie, 5 Folgen)
- 2019–2020: Batwoman (Fernsehserie, 4 Folgen)
- 2019–2021: The Blacklist (Fernsehserie, 3 Folgen)